# Er:YAG-laser
Er:YAG, een acroniem voor "erbium-gedopeerd YAG (yttrium-aluminium-granaat)"-kristal (Er:Y3Al5O12), is een scheikundig element dat wordt gebruikt als actief laser medium voor vastestoflasers.
Er:YAG-lasers zenden licht uit met een golflengte van 2940 nm, in het infrarood. 
Anders dan bij de Nd:YAG-lasers ligt de frequentie van de Er:YAG-laser rond de resonantiefrequentie van water, waardoor het snel geabsorbeerd wordt. Hierdoor is dit type minder geschikt voor gebruik in de heelkunde en andere omgevingen waarin water aanwezig is.

## Geschiedenis
Dit type laser werd in 1997 goedgekeurd door de Food and Drug Administration voor gebruik in de heelkunde en tandheelkunde en werd daarmee binnen dit gebied de opvolger van de CO2-laser.

## Toepassingen
- Tandheelkunde, voor verwijdering van hard materiaal en caviteitspreparatie.
- Cosmetische chirurgie, gebruikt bij huidresurfacing om rimpels, milde littekens en pigmentproblemen te minimaliseren.